# Marko Pjaca
Marko Pjaca (Zagreb, 6 mei 1995) is een Kroatisch voetballer die doorgaans als aanvaller speelt. Hij keerde in 2024 terug bij zijn oude club Dinamo Zagreb. Pjaca debuteerde in 2014 in het Kroatisch voetbalelftal.

## Clubcarrière
Pjaca speelde in de jeugd bij Dinamo Zagreb, NK Zet en NK Lokomotiva. Hij debuteerde tijdens het seizoen 2011/12 voor NK Lokomotiva in de Kroatische voetbalcompetitie. Het seizoen erna speelde hij zeventien wedstrijden voor Lokomotiva, waarin hij tweemaal scoorde. In zijn laatste seizoen seizoen bij de Lokosi maakte Pjaca zeven goals en gaf hij zeven assists, waarna hij in juni 2014 een vijfjarig contract tekende bij stadsrivaal GNK Dinamo Zagreb. Voor de Lokosi speelde Pjaca in totaal meer dan vijftig wedstrijden.
Pjaca maakte op 15 juli 2014 zijn debuut voor Dinamo Zagreb, tegen VMFD Žalgiris. In een wedstrijd in de Europa League won Dinamo Zagreb op 11 december 2014 mede dankzij een hattrick van Pjaca van Celtic. Hiermee eindigde de Kroatische club als derde in poule D. Daarnaast werd Pjaca bekroond tot man van de wedstrijd. Tijdens de wintertransferperiode bracht de Italiaanse club Bologna een bod van acht miljoen euro uit op Pjaca. Ook werd middenvelder Marcelo Brozović betrokken bij het bod, maar Brozović vertrok uiteindelijk naar Internazionale. Directeur Zdravko Mamić sloeg het bod af.
Pjaca tekende in juli 2016 een contract tot medio 2021 bij Juventus, de kampioen van Italië in de voorgaande vijf seizoenen. Het betaalde circa €23 miljoen voor hem aan Dinamo Zagreb. Hij kwam in zijn eerste seizoen in Italië tot veertien competitiewedstrijden voor hij op 28 maart 2017 tijdens een oefeninterland de voorste kruisband van zijn linkerknie scheurde. Hij kwam daarna tot de winterstop van het seizoen 2017/18 niet meer in actie. Juventus verhuurde hem in januari 2018 aan FC Schalke 04 en het seizoen erna aan Fiorentina. Op 31 januari 2020 werd bekend dat hij voor een half seizoen zal uitgeleend worden aan Anderlecht, met een optie om nog een jaar langer uitgeleend te blijven. Hij kon niet echt indruk maken bij Anderlecht en het bleef dus bij een half jaar. Na het avontuur in België vertrok Pjaca in de zomer van 2020 op huurbasis naar Genoa. Hierna werd hij nog uitgeleend aan Torino en Empoli alvorens hij in 2023 terugkeerde naar Kroatië en bij HNK Rijeka ging spelen. Sinds 2024 komt hij uit voor zijn oude club Dinamo Zagreb.

## Clubstatistieken
| Seizoen       | Club                 | Competitie      | Competitie | Competitie | Beker | Beker | Internationaal | Internationaal | Totaal | Totaal |
| Seizoen       | Club                 | Competitie      | Wed.       | Dlp.       | Wed.  | Dlp.  | Wed.           | Dlp.           | Wed.   | Dlp.   |
| ------------- | -------------------- | --------------- | ---------- | ---------- | ----- | ----- | -------------- | -------------- | ------ | ------ |
| 2011/12       | NK Lokomotiva Zagreb | 1. HNL          | 1          | 0          | 0     | 0     | 0              | 0              | 1      | 0      |
| 2012/13       | NK Lokomotiva Zagreb | 1. HNL          | 17         | 2          | 5     | 1     | 0              | 0              | 22     | 3      |
| 2013/14       | NK Lokomotiva Zagreb | 1. HNL          | 30         | 7          | 0     | 0     | 2              | 0              | 32     | 7      |
| Club totaal   | Club totaal          | Club totaal     | 48         | 9          | 5     | 1     | 2              | 0              | 55     | 10     |
| 2014/15       | GNK Dinamo Zagreb    | 1. HNL          | 32         | 11         | 7     | 0     | 4              | 0              | 43     | 11     |
| 2015/16       | GNK Dinamo Zagreb    | 1. HNL          | 28         | 8          | 3     | 1     | 12             | 3              | 44     | 12     |
| 2016/17       | GNK Dinamo Zagreb    | 1. HNL          | 1          | 0          | 0     | 0     | 1              | 2              | 2      | 2      |
| Club totaal   | Club totaal          | Club totaal     | 61         | 19         | 10    | 1     | 17             | 5              | 89     | 25     |
| 2016/17       | Juventus             | Serie A         | 14         | 0          | 2     | 0     | 4              | 1              | 20     | 1      |
| 2017/18       | Juventus             | Serie A         | 0          | 0          | 0     | 0     | 0              | 0              | 0      | 0      |
| Club totaal   | Club totaal          | Club totaal     | 14         | 0          | 2     | 0     | 4              | 1              | 20     | 1      |
| 2017/18       | → FC Schalke 04      | Bundesliga      | 7          | 2          | 2     | 0     | —              | —              | 9      | 2      |
| Club totaal   | Club totaal          | Club totaal     | 7          | 2          | 2     | 0     | 0              | 0              | 9      | 2      |
| 2018/19       | → Fiorentina         | Serie A         | 19         | 1          | 0     | 0     | —              | —              | 19     | 1      |
| Club totaal   | Club totaal          | Club totaal     | 19         | 1          | 0     | 0     | 0              | 0              | 19     | 1      |
| 2019/20       | Juventus             | Serie A         | 0          | 0          | 1     | 0     | 0              | 0              | 1      | 0      |
| Club totaal ¹ | Club totaal ¹        | Club totaal ¹   | 14         | 0          | 3     | 0     | 4              | 1              | 21     | 1      |
| 2019/20       | → Anderlecht         | Eerste klasse A | 3          | 1          | 0     | 0     | —              | —              | 3      | 1      |
| Club totaal   | Club totaal          | Club totaal     | 3          | 1          | 0     | 0     | 0              | 0              | 3      | 1      |

¹ N.B. Dit betreft een clubtotaal, dus een totaal van beide periodes bij Juventus.
Bijgewerkt op 27 januari 2020

## Interlandcarrière
Pjaca kwam reeds uit voor diverse Kroatische nationale jeugdselecties. Op 14 november 2013 debuteerde hij voor Kroatië -21 in een EK-kwalificatiewedstrijd tegen Zwitserland -21. Na het wereldkampioenschap in Brazilië besloot bondscoach Niko Kovač na het vertrek van enkele spelers en de kritiek over de selectie, nieuwe en jonge spelers op te roepen voor de nationale ploeg. "Er zijn veel, jonge jongens die de toekomst van het Kroatische voetbal zijn. Het is tijd dat we na het wereldkampioenschap het slechte beeld van het elftal veranderen", zei de bondscoach over zijn selectie. Pjaca was een van de vele nieuwe en jonge gezichten die een kans kreeg van Kovač voor de start van de EK-kwalificatie cyclus. Pjaca debuteerde op 4 september 2014 in de vriendschappelijke wedstrijd tegen Cyprus. De bondscoach wisselde Mateo Kovačić twaalf minuten voor het eindsignaal, waarna Pjaca hem verving. De Kroatische staf was na de 2-0 winst op Cyprus vol lof over de debutanten.
Op 29 september 2014 werd Pjaca opgeroepen door trainer Nenad Gračan voor Jong Kroatië voor de play-offs tegen Jong Engeland. In de eerste play-off wedstrijd waren de Engelsen te sterk met 2-1.
Hij werd opgeroepen in mei 2015 door de Kroatische bondscoach voor de vriendschappelijke wedstrijd tegen Gibraltar en de EK-kwalificatiewedstrijd tegen Italië op respectievelijk 7 juni en 12 juni 2015. Tegen Gibraltar in Varaždin kreeg de aanvaller 56 minuten. In het Poljudstadion tegen de Italianen zat Pjaca op de bank. In september en oktober 2015 speelde hij in alle EK-kwalificatiewedstrijden, waarna de Kroaten zich direct plaatsten voor het Europees kampioenschap in 2016.
Een jaar later speelde Pjaca opnieuw voor Jong Kroatië, nadat hij voor het laatst tegen Jong Noorwegen in november 2014 Kroatië onder 21 had vertegenwoordigd. Pjaca scoorde zijn eerste goal voor Jong Kroatië tegen de San Marinezen, maar wist vervolgens tegen Spanje –21 met zijn ploeg niet te winnen.
Pjaca maakte deel uit van de selectie van Kroatië op het Europees kampioenschap in Frankrijk. Kroatië werd op 26 juni in de achtste finale tegen Portugal uitgeschakeld na een doelpunt van Ricardo Quaresma in de verlenging. Pjaca nam twee jaar later ook met Kroatië deel aan het WK 2018. Hij werd op 20 mei 2024 door Zlatko Dalić opgenomen in de Kroatische selectie voor het EK 2024 in Duitsland. Kroatië werd in de groepsfase uitgeschakeld na een nederlaag tegen Spanje (3–0) en gelijke spelen tegen Albanië (2–2) en Italië (1–1). Pjaca kwam niet in actie.

### Interlands
| №                                      | Datum                            | Locatie                             | Wedstrijd                        | Uitslag                          | Competitie                       | Goals                            |
| Als speler van GNK Dinamo Zagreb       | Als speler van GNK Dinamo Zagreb | Als speler van GNK Dinamo Zagreb    | Als speler van GNK Dinamo Zagreb | Als speler van GNK Dinamo Zagreb | Als speler van GNK Dinamo Zagreb | Als speler van GNK Dinamo Zagreb |
| -------------------------------------- | -------------------------------- | ----------------------------------- | -------------------------------- | -------------------------------- | -------------------------------- | -------------------------------- |
| 1.                                     | 4 september 2014                 | Stadion Aldo Drosina, Pula          | Kroatië – Cyprus                 | 2 – 0                            | Vriendschappelijk                | 0                                |
| 2.                                     | 7 juni 2015                      | Anđelko Herjavecstadion, Varaždin   | Kroatië – Gibraltar              | 4 – 0                            | Vriendschappelijk                | 0                                |
| 3.                                     | 3 september 2015                 | Bakcell Arena, Bakoe                | Azerbeidzjan – Kroatië           | 0 – 0                            | EK-kwalificatie 2016             | 0                                |
| 4.                                     | 6 september 2015                 | Ullevaalstadion, Oslo               | Noorwegen – Kroatië              | 2 – 0                            | EK-kwalificatie 2016             | 0                                |
| 5.                                     | 10 oktober 2015                  | Maksimirstadion, Zagreb             | Kroatië – Bulgarije              | 2 – 0                            | EK-kwalificatie 2016             | 0                                |
| 6.                                     | 13 oktober 2015                  | Ta' Qalistadion, Ta' Qali           | Malta – Kroatië                  | 0 – 1                            | EK-kwalificatie 2016             | 0                                |
| 7.                                     | 27 mei 2016                      | Gradski Stadion, Koprivnica         | Kroatië – Moldavië               | 1 – 0                            | Vriendschappelijke wedstrijd     | 0                                |
| 8.                                     | 4 juni 2016                      | Stadion Rujevica, Rijeka            | Kroatië – San Marino             | 10 – 0                           | Vriendschappelijke wedstrijd     | 1                                |
| 9.                                     | 12 juni 2016                     | Parc des Princes, Parijs            | Turkije – Kroatië                | 0 – 1                            | EK 2016, groepsfase              | 0                                |
| 10.                                    | 21 juni 2016                     | Nouveau Stade Bordeaux, Bordeaux    | Kroatië – Spanje                 | 2 – 1                            | EK 2016, groepsfase              | 0                                |
| 11.                                    | 25 juni 2016                     | Stade Bollaert-Delelis, Lens        | Kroatië – Portugal               | 0 – 1                            | EK 2016, achtste finale          | 0                                |
| Als speler van Juventus FC             |                                  |                                     |                                  |                                  |                                  |                                  |
| 12.                                    | 5 september 2016                 | Maksimirstadion, Zagreb             | Kroatië – Turkije                | 1 – 1                            | WK-kwalificatie 2018             | 0                                |
| 13.                                    | 28 maart 2017                    | A. Le Coq Arena, Talinn             | Estland – Kroatië                | 3 – 0                            | Vriendschappelijk                | 0                                |
| Als speler van FC Schalke 04           |                                  |                                     |                                  |                                  |                                  |                                  |
| 14.                                    | 24 maart 2018                    | Hard Rock Stadium, Miami Gardens    | Peru – Kroatië                   | 2 – 0                            | Vriendschappelijk                | 0                                |
| 15.                                    | 28 maart 2018                    | Cowboys Stadium, Arlington          | Mexico – Kroatië                 | 0 – 1                            | Vriendschappelijk                | 0                                |
| 16.                                    | 3 juni 2018                      | Anfield, Liverpool                  | Brazilië – Kroatië               | 2 – 0                            | Vriendschappelijk                | 0                                |
| 17.                                    | 16 juni 2018                     | Stadion Kaliningrad, Kaliningrad    | Kroatië – Nigeria                | 2 – 0                            | WK 2018, groepsfase              | 0                                |
| 18.                                    | 26 juni 2018                     | Rostov Arena, Rostov aan de Don     | IJsland – Kroatië                | 1 – 2                            | WK 2018, groepsfase              | 0                                |
| Als speler van Juventus FC             |                                  |                                     |                                  |                                  |                                  |                                  |
| 19.                                    | 15 juli 2018                     | Olympisch Stadion Loezjniki, Moskou | Frankrijk – Kroatië              | 4 – 2                            | WK 2018, finale                  | 0                                |
| Als speler van ACF Fiorentina          |                                  |                                     |                                  |                                  |                                  |                                  |
| 20.                                    | 6 september 2018                 | Estádio Algarve, Algarve            | Portugal – Kroatië               | 1 – 1                            | Vriendschappelijk                | 0                                |
| 21.                                    | 11 september 2018                | Estadio Manuel Martínez Valero, Elx | Spanje – Kroatië                 | 6 – 0                            | UEFA Nations League, groep 4     | 0                                |
| 22.                                    | 12 oktober 2018                  | Stadion Rujevica, Rijeka            | Kroatië – Engeland               | 0 – 0                            | UEFA Nations League, groep 4     | 0                                |
| 23.                                    | 15 oktober 2018                  | Stadion Rujevica, Rijeka            | Kroatië – Jordanië               | 2 – 1                            | Vriendschappelijk                | 0                                |
| 24.                                    | 15 november 2018                 | Maksimirstadion, Zagreb             | Kroatië – Spanje                 | 3 – 2                            | UEFA Nations League, groep 4     | 0                                |
| Totaal                                 | Totaal                           | Totaal                              | Totaal                           | Totaal                           | Totaal                           | 1                                |
| Laatst bijgewerkt op 29 februari 2020. |                                  |                                     |                                  |                                  |                                  |                                  |

## Erelijst
| Competitie                        | Aantal        | Jaren            |               |               |
| Dinamo Zagreb                     | Dinamo Zagreb | Dinamo Zagreb    | Dinamo Zagreb | Dinamo Zagreb |
| --------------------------------- | ------------- | ---------------- | ------------- | ------------- |
| Kampioen 1. HNL                   | 2x            | 2014/15, 2015/16 |               |               |
| Beker van Kroatië                 | 2x            | 2014/15, 2015/16 |               |               |
| Juventus                          |               |                  |               |               |
| Kampioen Serie A                  | 2x            | 2016/17, 2017/18 |               |               |
| Coppa Italia                      | 1x            | 2016/17          |               |               |
| Individueel                       |               |                  |               |               |
| Voetballer van het jaar (Kroatië) | 2x            | 2015, 2016       |               |               |

| Competitie          | Winnaar | Winnaar | Runner-up | Runner-up | Derde   | Derde   |
| Competitie          | Aantal  | Jaren   | Aantal    | Jaren     | Aantal  | Jaren   |
| Kroatië             | Kroatië | Kroatië | Kroatië   | Kroatië   | Kroatië | Kroatië |
| ------------------- | ------- | ------- | --------- | --------- | ------- | ------- |
| Wereldkampioenschap |         |         | 1x        | 2018      |         |         |